# Кортеси

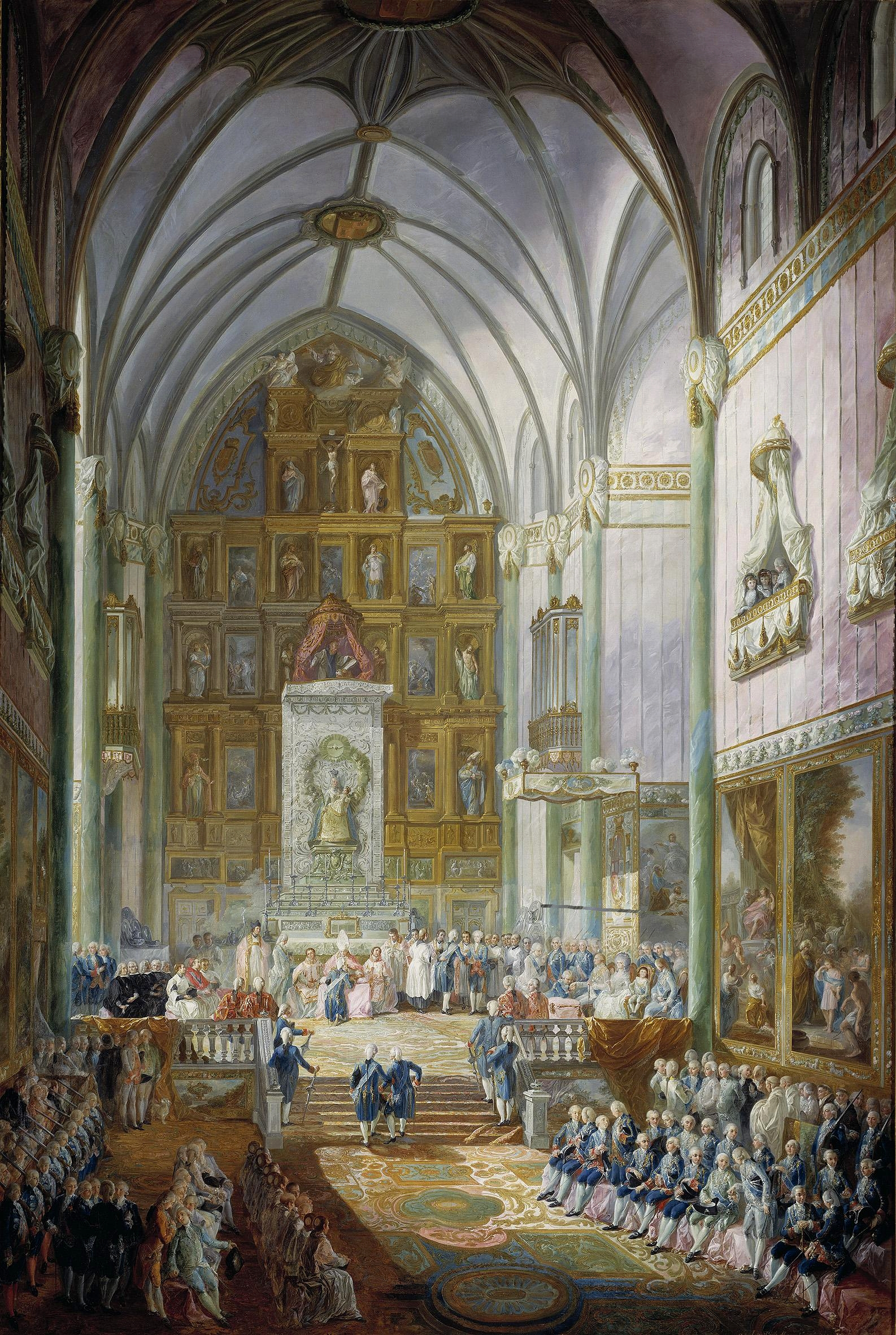
Кортеси 1789 у церкві монастиря Сан-Джеронімо-ель-Реал, присягають Фердинанду VII. Картина Луїса Патера Алькасара, 1791 рік

Кортеси (ісп. cortes, від corte — королівський двір) — у державах Піренейського півострова станово-представницькі збори (парламенти), найдавніші на території Західної Європи.

## Кортеси Іспанії

### Історія
У X ст. в королівствах Леон, Кастилія з'явилися збори-курії, які вирішували питання релігійного, політичного та адміністративного характеру, хоча і не могли самостійно ухвалювати закони. У 1137 році скликані в Леоні під головуванням короля Альфонса VII збори отримали назву кортесів. Оскільки кортеси виникли з королівських курій, спочатку в них були представлені лише дворяни та духовенство, міста ж дістали право посилати своїх депутатів пізніше. Перші представництва міст з'явилися в кортесах королівства Леон у 1188 році. Кортеси, так само як королівські курії, збиралися нерегулярно, терміни їхніх сесій не були чітко встановлені. Спочатку вони були консультативними органами і могли лише надавати поради королеві. Починаючи з XIII ст., роль кортесів у політичному і соціальному житті іспанських королівств різко зросла, вони стали прагнути до обмеження королівської влади, до чіткого визначення норм діючого права. Вже до середини XIII ст. кортеси приймали присягу у короля, вирішували питання престолонаслідування, ухвалювали нові закони і були наділені правом оголошувати війну і укладати мир. У різних королівствах Іспанії кортеси займали різні позиції — в Арагоні вони обмежували владу короля а у Кастилії підтримували її. З кінця XV ст. почалося обмеження впливу кортесів та сфери їхньої діяльності — вони скликалися рідше, представництво міст в кортесах обмежувалося.

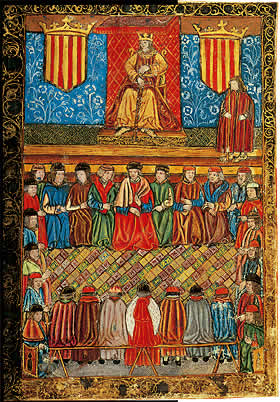
Каталонські кортеси. Середньовічна мініатюра

Відродження кортесів було пов'язане з повстанням у 1808 році в Мадриді, яке переросло в шестилітню війну. Скликані 18 березня 1812 року у м.Кадисі кортеси, прийняли першу іспанську Конституцію. Вперше Установчі кортеси мали характер не класово-представницької установи, а класичного парламенту, що був обраний населенням за системою пропорційного представництва.
З 1833 року по 1874 рік країна перебувала в стані нестабільності, переживши ряд соціальних, економічних та політичних потрясінь. Конституційне правління було відновлене в 1834 році, а у 1837 році була ухвалена нова Конституція, що обмежила владу монарха існуванням двопалатних кортесів. Революційні події 1854—1856 рр. закінчилися розгоном кортесів та скасуванням ліберальних законів. Конституція 1869 року проголосила Іспанію спадковою монархією. Період Першої Республіки закінчився прийняттям Монархістської Конституції 1876 року, що запровадила нову систему обмеженої парламентської влади, яка передбачала гарантії політичної стабільності і представництво в основному середнього та вищого класів. У 1890 році було введене загальне виборче право для чоловіків. Тим самим було підготовлене підґрунтя для утворення численних нових політичних партій, які відтіснили Ліберальну та Консервативну партії, котрі представляли середній та вищий класи суспільства. До кінця XVIII ст. кортеси припинили своє існування.

### Сьогодення
У сучасній Іспанії Генеральні кортеси — назва парламенту, що скаладається з двох палат:
- Палата депутатів (Congreso de los Diputados)
- Сенат (Senado).

## Кортеси Португалії
У Португалії кортеси здавна брали участь у законодавстві. Після здобуття незалежності від Іспанії (1640) кортеси збиралися рідше. В даний час вони складаються з Палати перів і Палати депутатів.